# Anica in športni dan
Anica in športni dan je pravljica, ki jo je napisala Desa Muck, ilustrirala pa Ana Košir. Izdala in založila jo je založba Mladinska knjiga, in sicer leta 2002 v Ljubljani.

## Vsebina
Anica se veseli športnega dne, medtem ko Jakob išče izgovor, da bi se udeležbi le-tega izognil, saj je zaradi svoje nepravilne tehnike teka vedno tarča posmeha. Anica mu ponudi pomoč in da bi se izognila posmehljivim pogledom se odločita, da bosta trenirala ponoči. Najbolje bo, da te naučim vsaj toliko, da ne bodo vsi umrli od smeha, ko te bodo videli jutri na tekmovanju. Med nočno dogodivščino ju najprej prestraši pes, ki jima kasneje sledi do doma, in sosed, zaradi katerega se oba junaka poženeta v hiter tek. Tokrat Jakob teče pravilno in Anica je prepričana, da mu bo šlo naslednji dan prav tako dobro. Toda po dobrem in hitrem štartu se Jakob zaplete v svoje hlače in s tem zopet sproži val smeha. Anica z razpletom športnega dne ni zadovoljna, vendar pa upa, da bo smela obdržati psa in bo morda to tista dobra stvar celotne, sicer ne ravno srečne, zgodbe.

## Liki
Anica
Anica Pivnik je stara 8 let in je navihana deklica, polna domislic. Živi s staršema in sestro Mojco. Najraje se druži s prijateljem Jakobom, ki ga ima zelo rada. Gibanje se ji zdi nekaj preprostega in prijetnega. V pravljici Anica in športni dan uči Jakoba teči, saj ju čaka športni dan. Na športnem dnevu bi rada premagala špeckahlo Špelo v teku, vendar ji to ne uspe.
Vedela je, da se bosta z Jakobom poročila, ko bosta odrasla.
Jakov
Jakob je Aničin najboljši prijatelj. Ko je bil star 5 let mu je umrla mama, zato sedaj živi z očetom in babico Mileno. Že od tretjega leta bere, zato ve veliko več kot Anica. To se v veliko primerih izkaže kot zelo dobro, saj ju s svojim znanjem reši. Ne mara športnih dni, saj ne zna teči. S pomočjo Anice se nato nauči. 